# Hans Lutz
Hans Lurz (Stuttgart, 31 maart 1949) was een Duits wielrenner. 
Lutz won tijdens de Olympische Zomerspelen 1972 de bronzen medaille op de individuele achtervolging
Lutz won tijdens de Olympische Zomerspelen 1976 samen met zijn ploeggenoten de gouden medaille op de ploegenachtervolging.

## Resultaten
| Jaar | WK                                   | Olympische Zomerspelen |
| ---- | ------------------------------------ | ---------------------- |
| 1970 | ploegenachtervolging                 |                        |
| 1972 |                                      | achtervolging          |
| 1973 | ploegenachtervolging                 |                        |
| 1974 | achtervolging · ploegenachtervolging |                        |
| 1975 | ploegenachtervolging                 |                        |
| 1976 |                                      | ploegenachtervolging   |
| 1977 | ploegenachtervolging                 |                        |

1908: Jones, Kingsbury, Meredith, Payne ·
1920: Magnani, Carli, Ferrario, Giorgetti ·
1924: De Martini, Dinale, Menegazzi, Zucchetti ·
1928: Facciani, Gaioni, Lusiani, Tasselli ·
1932: Pedretti, Borsari, Cimatti, Ghilardi ·
1936: Nizerhy, Charpentier, Goujon, Lapébie ·
1948: Decanali, Adam, Blusson, Coste ·
1952: Morettini, Campana, de Rossi, Messina ·
1956: Gasparella, Domenicali, Faggin, Gandini ·
1960: Vigna, Arienti, Testa, Vallotto ·
1964: Streng, Claesges, Henrichs, Link ·
1968: Lyngemark, Olsen, Asmussen, Jensen ·
1972: Schumacher, Colombo, Haritz, Hempel ·
1976: Vonhof, Braun, Lutz, Schumacher ·
1980: Manakov, Movtsjan, Ossokin, Petrakov ·
1984: Grenda, Turtur, Nichols, Woods ·
1988: Jekimov, Kasputis, Neljoebin, Oemaras ·
1992: Fulst, Glöckner, Lehmann, Steinweg ·
1996: Capelle, Ermenault, Monin, Moreau ·
2000: Fulst, Bartko, Becke, Lehmann ·
2004: Brown, McGee, Lancaster, Roberts ·
2008: Clancy, Manning, Thomas, Wiggins · 
2012: Burke, Clancy, Kennaugh, Thomas · 
2016: Burke, Clancy, Doull, Wiggins · 
2020: Consonni, Ganna, Lamon, Milan · 
2024:  Bleddyn, Welsford, Leahy, O'Brien